# Olympische Sommerspiele 2000/Teilnehmer (Paraguay)
| Gelbes Symbol für Goldmedaillen mit stilisierten Olympischen Ringen | Graues Symbol für Silbermedaillen mit stilisierten Olympischen Ringen | Braundes Symbol für Bronzemedaillen mit stilisierten Olympischen Ringen |
| ------------------------------------------------------------------- | --------------------------------------------------------------------- | ----------------------------------------------------------------------- |
| —                                                                   | —                                                                     | —                                                                       |

Paraguay nahm an den Olympischen Sommerspielen 2000 in Sydney, Australien, mit einer Delegation aus fünf Athleten teil. Es war ihre achte Teilnahme an Olympischen Sommerspielen. Medaillen konnte man nicht gewinnen. Fahnenträger war Nery Kennedy.

## Übersicht der Teilnehmer

### Leichtathletik
Männer
- Nery Kennedy
Speerwurf: 70,26 m (nicht für die nächste Runde qualifiziert)

Frauen
- Mariana Canillas
Diskuswurf: 32,31 m (nicht für die nächste Runde qualifiziert)

### Schwimmen
Männer
- Antonio Leon Candia
100 m Brust: 1:08,12 min (nicht für die nächste Runde qualifiziert)

Frauen
- Andrea Prono
100 m Rücken: 1:08,11 min (nicht für die nächste Runde qualifiziert)

### Tennis
Frauen
- Rossana de los Ríos
Dameneinzel: Niederlage gegen Jelena Dokić in der dritten Runde, 9. Platz